# احمدیه (رفسنجان)
احمدیه (رفسنجان)، روستایی از توابع بخش نوق شهرستان رفسنجان در استان کرمان ایران است.

## جمعیت
این روستا در دهستان بهرمان قرار دارد و براساس سرشماری مرکز آمار ایران در سال ۱۳۸۵، جمعیت آن ۹۰۱ نفر (۲۲۲خانوار) بوده‌است.